# Las Huertas, Jilotepec
Las Huertas är en ort i Mexiko, tillhörande kommunen Jilotepec i den västra delen av delstaten Mexiko. Orten hade 3 931 invånare vid folkräkningen 2010.